# Nikolai von Dellingshausen

Nikolai von Dellingshausen

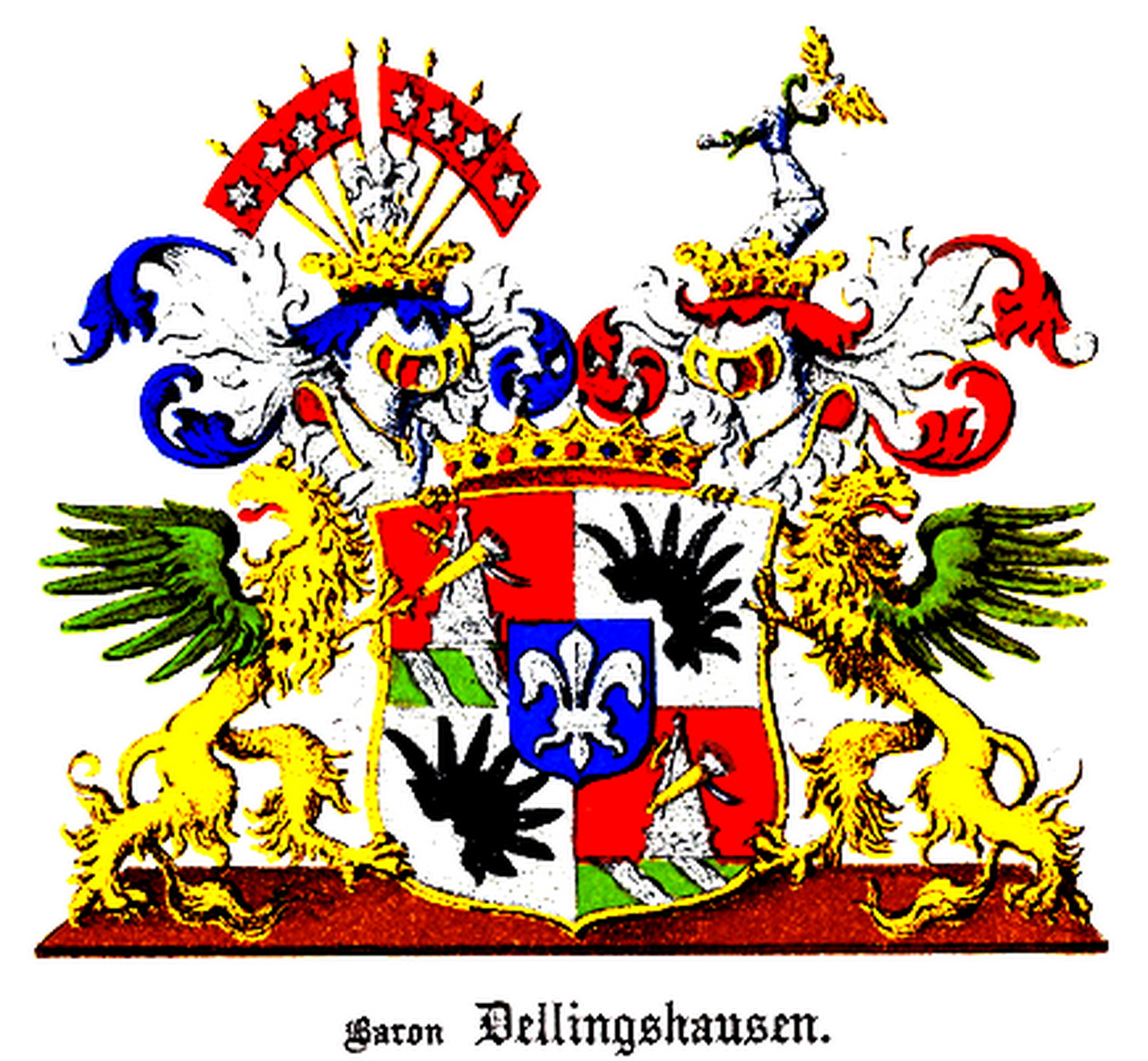
Wappen

Nikolai Baron von Dellingshausen (* 5.jul. / 17. Oktober 1827greg. in Sankt Petersburg; † 18.jul. / 30. September 1896greg. in Riga) war ein deutsch-baltischer Naturforscher und Landespolitiker.

## Leben
Er stammte aus der adligen Familie von Dellingshausen und war der einzige Sohn des russischen Generalleutnants Eduard Baron von Dellingshausen (1795–1845) und dessen Gemahlin Anna, geborene Gräfin von Lambsdorff.
Nikolai von Dellingshausen wurde im Pagenkorps zu Sankt Petersburg erzogen. 1845 trat er als Fähnrich in das Preobraschenskische Garderegiment ein, nahm aber schon im Jahr darauf als Lieutenant seinen Abschied, um sich ganz seinen philosophisch-naturwissenschaftlichen Neigungen hingeben zu können. Er studierte 1846–1850 in Dorpat und Heidelberg Physik, Chemie und Mathematik und trat dann mit seinen Buchpublikationen Versuch einer speculativen Physik (Leipzig 1851) und Grundzüge einer Vibrationstheorie der Natur (Leipzig 1872), besonders mit dem Versuch der Bestimmung des  Wellenimpulses mc und der Wellenenergie mc² des Äthers hervor. Die chemischen Elemente waren für ihn Knotenpunkte oder stehende Wellen in der Vibration des Äthers.
Seine naturwissenschaftlichen Studien setzte er an der Universität Leipzig fort. Anschließend  übernahm er 1854 die Verwaltung seiner Erbgüter Kattentack (estnisch: Aaspere), Sauß (Sauste), Loop (Loobu), Höbbet (Höbeda) und Wattküll (Vatku) im Wierländischen Kreis, Gouvernement Estland. Er bekleidete verschiedene Ämter der Estländischen Ritterschaft, als deren gewählter Ritterschaftshauptmann er 1868–1869 fungierte. Auf seinen Gütern befasste er sich als Privatgelehrter mit wissenschaftlichen Studien, die in seinen weiteren Buchpublikationen ihren Niederschlag fanden.
Sein Sohn Eduard von Dellingshausen (1863–1939) amtierte als letzter Ritterschaftshauptmann der Estländischen Ritterschaft (1902–1918).

## Werke
- Versuch einer speculativen Physik, Leipzig 1851  (online).
- Grundzüge der Vibrationstheorie der Natur, Reval 1872.
- Beiträge zur mechanischen Wärmetheorie, Heidelberg 1874.
- Die rationellen Formeln der Chemie auf Grundlage der mechanischen Wärmetheorie, Heidelberg 1874–1877, zwei Bände.
- Das Räthsel der Gravitation, Heidelberg 1880.
- Die Schwere oder das Wirksamwerden der potentiellen Energie, Stuttgart 1884.
- Grundzüge der kinetischen Naturlehre, Heidelberg 1898.